# Julia Michaels
Julia Michaels (* 13. listopadu 1993 Davenport, Iowa) je americká zpěvačka a textařka. V roce 2017 přišel její průlom v kariéře s písní „Issues“. V roce 2018 byla nominována dvakrát na cenu Grammy. Jednalo se o nominaci nováčka roku a o píseň roku s písní „Issues“.
Jako textařka se podílela na tvorbě písniček např. pro Selenu Gomez, Demi Lovato, Fifth Harmony, Shawna Mendese, Britney Spears, Justina Biebera, Eda Sheerana, Zaru Larsson, Hailee Steinfeld, Kelly Clarkson, Dua Lipu, Astrid S a Gwen Stefani.

## Hudební kariéra
V lednu 2017 vydala svůj první sólový singl „Issues“. Píseň se stala hitem. V dubnu 2017 měla její nová píseň „How Do We Get Back to Love“ premiéru na seriálu HBO Girls Girls. Její debutové EP „Nervous Systém“ bylo vydáno 28. července 2017. Její druhý singl „Uh Huh“ byl vydán 2. června 2017. Od 25. listopadu do 6. prosince 2017 byla předskokankou pro turné Shawna Mendese s názvem Illuminate World Tour.

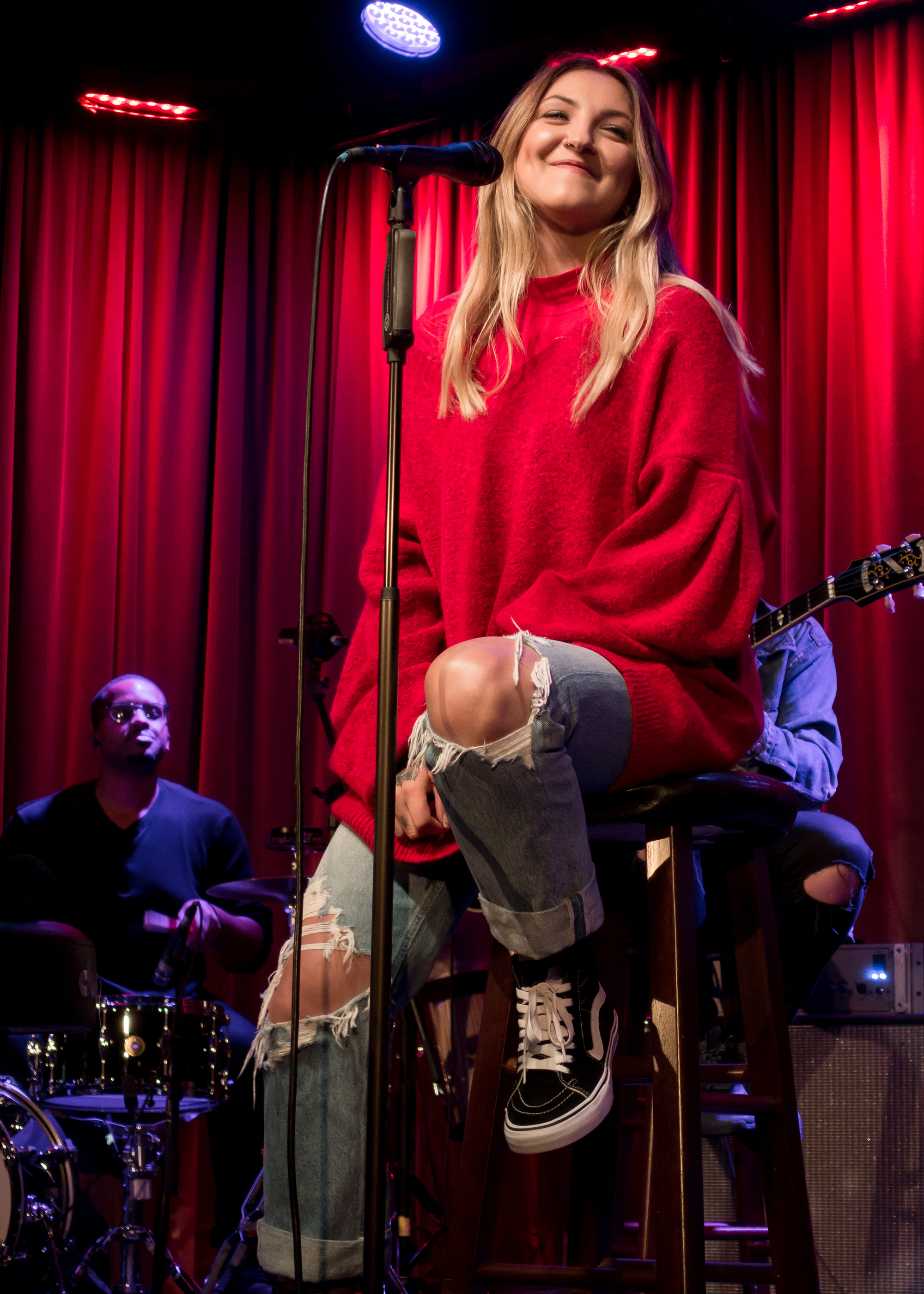
Julia během vystoupení v roce 2017

V roce 2018 byla nominována dvakrát na cenu Grammy. Jednalo se o nominaci nováčka roku a o píseň roku s písní „Issues“. 8. února 2018 vyšla píseň „Heaven“, která byla zahrnuta v soundtracku pro film Padesát odstínů svobody.
Od 12. března do 12. května 2018 byla předskokankou Nialla Horana pro jeho turné Flicker World Tour a od 30. května do 15. října 2018 byla předskokankou Maroon 5 na turné Red Pill Blues Tour.

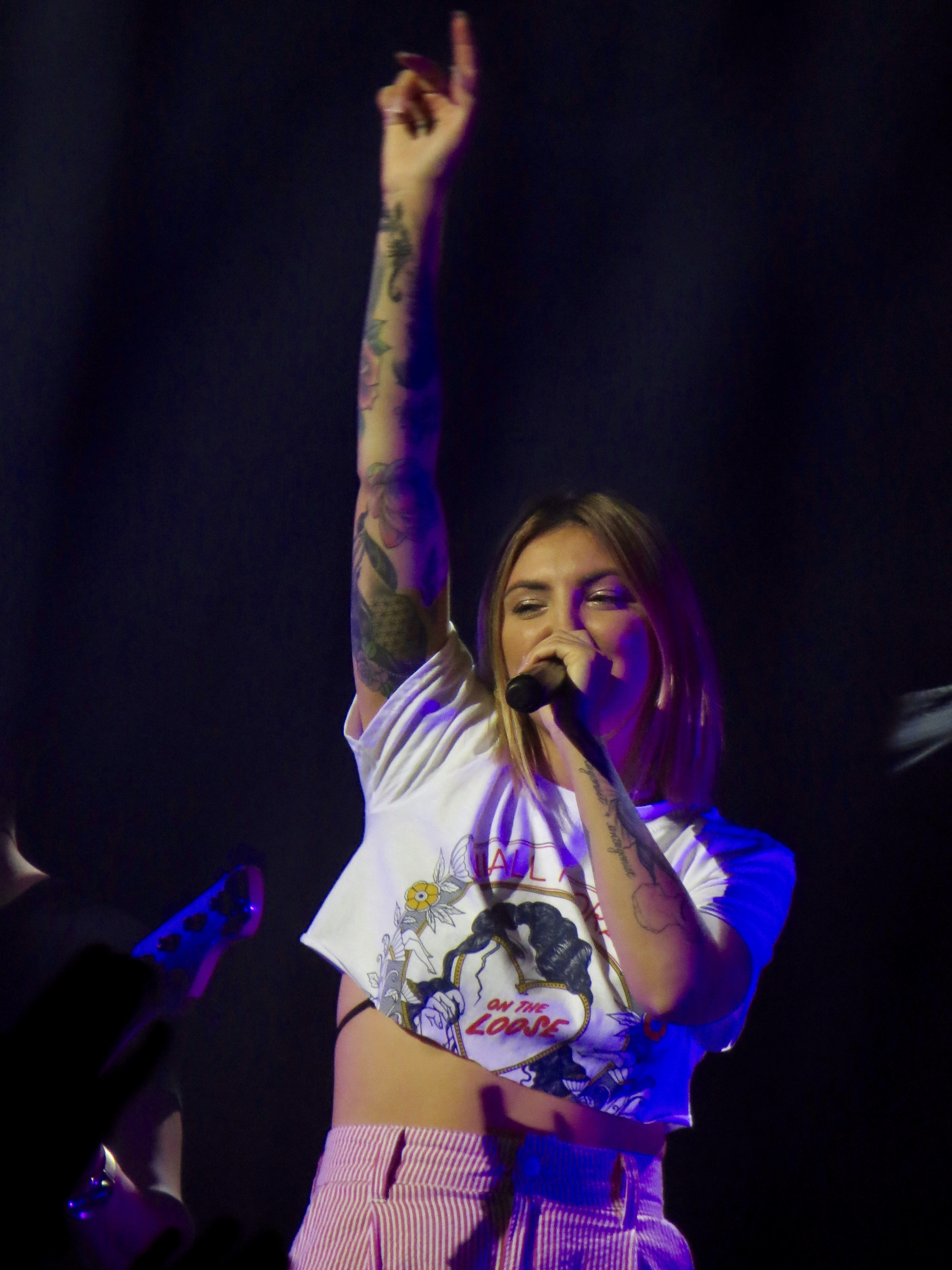
Julia během vystoupení v roce 2018

24. ledna 2019 vydala své druhé EP „Inner Monologue Part 1“, v červnu vydala pokračování „Monologue Part 2“. Poslední část „Inner Monologue Part 3“ by měla být vydána v roce 2020.

## Turné
- Inner Monologue Tour (2020)

#### Jako předskokanka
- Shawn Mendes – Illuminate World Tour (2017)
- Niall Horan – Flicker World Tour (2018)
- Maroon 5 – Red Pill Blues Tour (2018)
- Keith Urban – Graffiti U World Tour (2019)